# Sium latifolium
La creixenera o julivert bord (Sium latifolium) és una espècie de planta fanerògama umbel·lífera pertanyent a la família Apiaceae

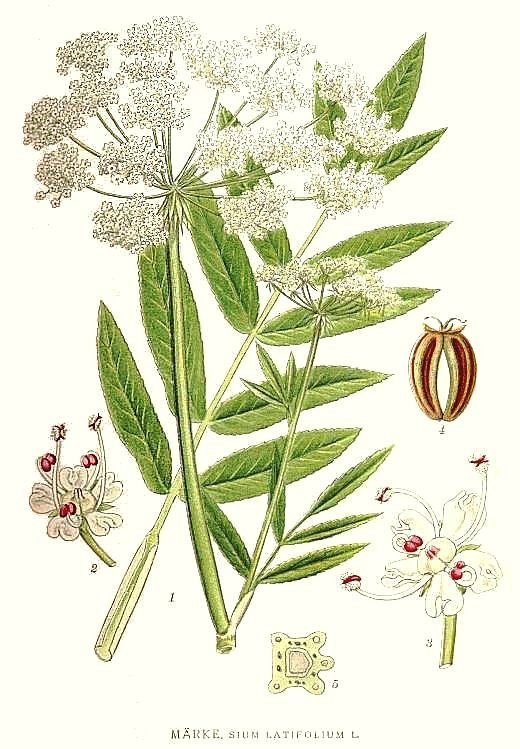
Il·lustració

## Distribució i hàbitat
És originària de gran part d'Europa, el Kazakhstan i Sibèria. Aquesta planta creix en hàbitats humits com pantans i ribes dels estanys o llacs, a les vores d'aigües corrents i estancades, o a vegades en l'aigua mateixa.

## Descripció
És una herba perenne amb una tija buida, ranurada que ateny una grandària de fins a 2 metres d'altura. L'herba és verda i sense pèls. Les fulles mesuren fins a 30 centímetres de llarg amb làmines transmeses en pecíols buits que s'uneixen a la mare en les seves bases. La inflorescència és una umbel·la de flors blanques.
Quan és menjada per les vaques lleteres, la planta tendeix a impregnar la seva llet amb un gust desagradable. És considerada una planta tòxica.

## Taxonomia
Sium latifolium va ser descrit per Carlos Linneo i publicat en Species Plantarum 1: 251. 1753.
Etimologia
Sium: nom genèric que deriva de la paraula grega: sion que es va aplicar a una herba de pantà de la família Apiaceae.
latifolium: epítet llatí que significa "amb fulles amples"
Sinonímia
- Cicuta latifolia (L.) Crantz
- Coriandrum latifolium (L.) Crantz
- Drepanophyllum latifolium (L.) Koso-Pol.
- Drepanophyllum palustre Hoffm.
- Pimpinella latifolia (L.) Stokes
- Selinum sium E.H.L.Krause
- Sisarum germanorum Schur
- Sisarum macrophyllum Schur[8]

- .[9]